# Перекальська сільська рада
Перека́льська сільська́ ра́да — колишній орган місцевого самоврядування в Зарічненському районі Рівненської області. Адміністративний центр — село Перекалля.

## Загальні відомості
- Перекальська сільська рада утворена в 1945 році.
- 05.02.1965 Указом Президії Верховної Ради Української РСР передано Перекальську сільраду Дубровицького району до складу Володимирецького району.[1]
- Територія ради: 69,098 км²
- Населення ради: 1 348 осіб (станом на 2001 рік)
- Територією ради протікають річки Стир і Ножик.

## Населені пункти
Сільській раді підпорядковані населені пункти:
- с. Перекалля
- с. Річки
- с. Тиховиж

## Склад ради
Рада складається з 16 депутатів та голови.
- Голова ради: Март Іван Адамович
- Секретар ради: Прохорович Галина Костянтинівна

### Керівний склад попередніх скликань
| Прізвище, ім'я, по батькові | Основні відомості                                                                                 | Дата обрання | Дата звільнення |
| --------------------------- | ------------------------------------------------------------------------------------------------- | ------------ | --------------- |
| Март Іван Адамович          | Сільський голова, 1951 року народження, освіта середня загальна, член Української Народної Партії | 26.03.2006   | 31.10.2010      |
| Март Іван Адамович          | Сільський голова, 1951 року народження, освіта середня загальна, член Української Народної Партії | 31.10.2010   |                 |

Примітка: таблиця складена за даними сайту Верховної Ради України